# 331105 Giselher
331105 Giselher è un asteroide della fascia principale. Scoperto nel 2009, presenta un'orbita caratterizzata da un semiasse maggiore pari a 2,3430547 UA e da un'eccentricità di 0,1295287, inclinata di 2,86394° rispetto all'eclittica.